# Autodrehkran Puma

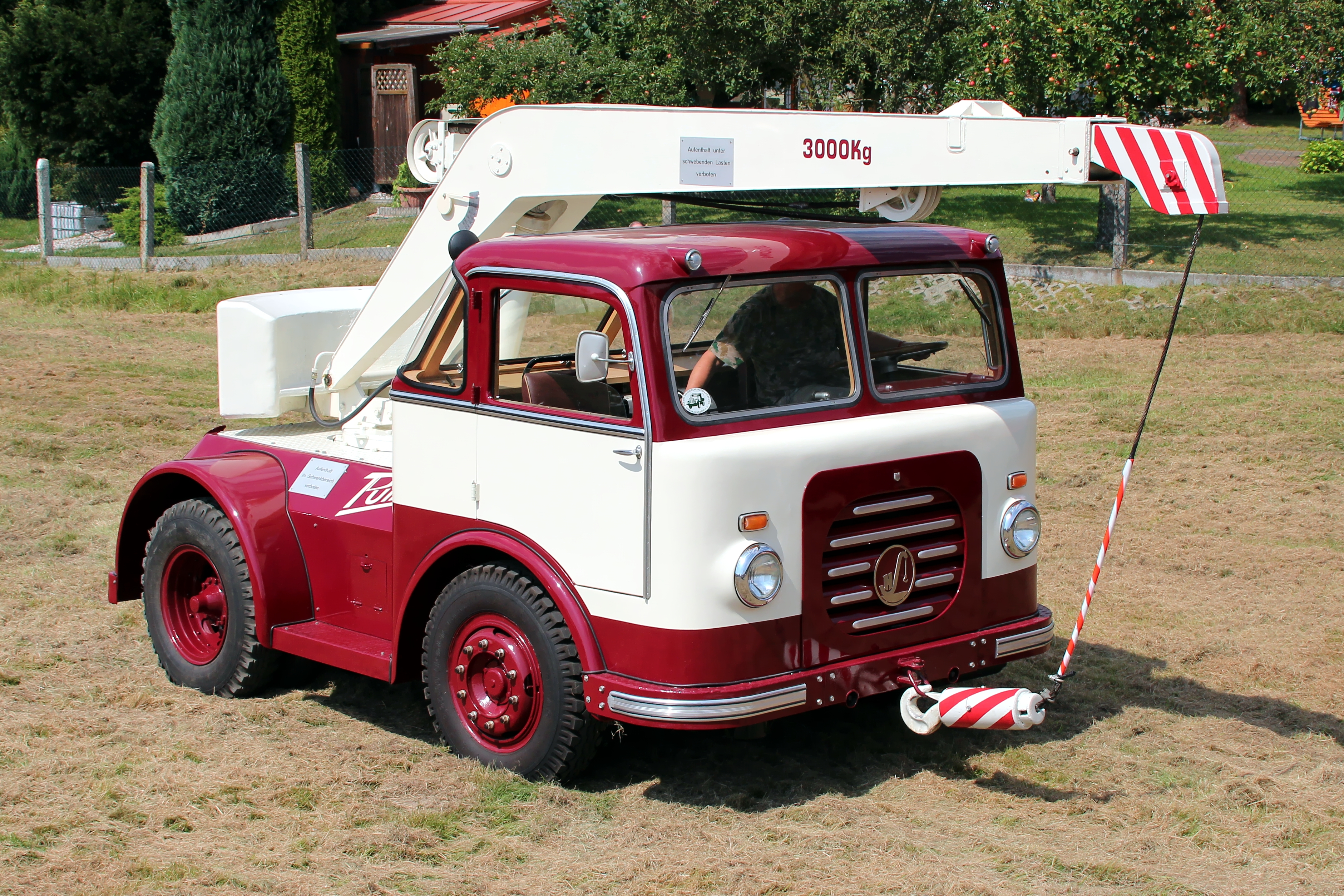
ADK III/3 „Puma“ mit einer Tragfähigkeit von 3 Tonnen

Der Autodrehkran Puma (ADK III/3 Typ „Puma“) ist ein zweiachsiger Autokran mit einer Tragkraft von 3 Tonnen, der von 1957 bis 1963 im VEB Hebezeugwerk Sebnitz hergestellt wurde. Der Kran bildete eine Ergänzung in der Modellpalette zum 5-Tonnen-Kran „Panther“, wurde jedoch in weitaus geringerer Stückzahl gebaut.

## ADK III/3
Bei der 1956 begonnenen Entwicklung wurde beim Unterwagen wiederum auf die Verwendung eines Serienfahrzeugs verzichtet und stattdessen eine krantaugliche Eigenkonstruktion entworfen.
Wie beim Panther wurde auch beim Puma auf Fahrzeugteile der DDR-Nutzfahrzeugindustrie zurückgegriffen. So stammte der 52 PS leistende luftgekühlte Motor vom Robur Garant 32, die Achsen und die pneumatische Bremsanlage vom IFA H6. Anders als der Panther wurde der Puma als Frontlenker mit Pontonkarosserie gebaut. Der Motor ist auf einem Rollwagen gelagert, was Reparaturen erleichtern sollte. Das Fahrzeug erreicht eine Höchstgeschwindigkeit von 45 km/h und hat eine Steigfähigkeit von 12 %, beim Mitführen eines Anhängers bis 3 Tonnen Gesamtgewicht sinkt sie auf 5 %.

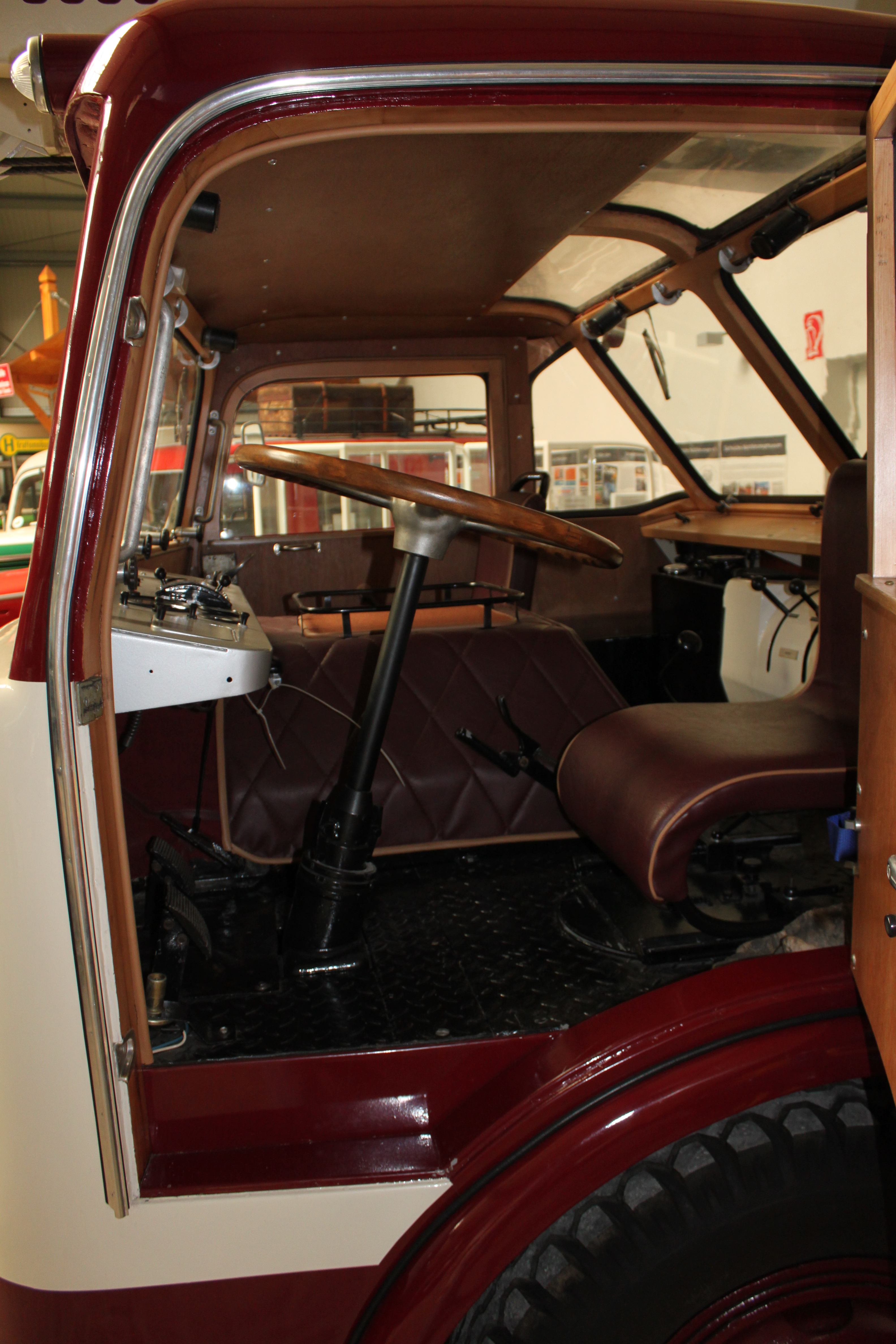
Blick auf den drehbaren Fahrersitz, die Tür ist hinten angeschlagen

Die Bedienung im Kranbetrieb erfolgt beim Puma vom Fahrersitz aus, der dazu um 180° gedreht wird. Die Lenksäule muss entsprechend umgesteckt werden. Auf seitliche Abstützungen wurde verzichtet, die maximale Tragfähigkeit von 3 Tonnen bei 9 Tonnen Eigengewicht ist auf 1,2 m Abstand von der Fahrzeugaußenkante begrenzt, der Drehbereich beträgt 360°. Unter Last hat der Kran eine Steigfähigkeit von 5 % bei einer maximalen Fahrgeschwindigkeit von 5 km/h. Unbelastet kann der Ausleger von Hand durch eine kugelgelagerte Verlängerung um 1,5 m erweitert werden.
Zum Schüttgutumschlag wurden elektrisch betriebene Motorgreifer mit Volumina von 0,3 und 0,4 m³ angeboten. Diese sind jedoch auf eine Fremdstromversorgung angewiesen, da der vollhydraulische Kran über keinen dieselelektrischen Antrieb verfügt.
Das Fahrzeuglogo ist ein sich nach oben verbreiterndes Trapez, in das ein „P“ mit überproportional großem Bogen eingeschrieben ist. Unter dem Bogen des „P“ stehen, verschieden konifiziert die Buchstaben „UMA“, im Innenbereich des „P“ ist ein stilisierter Puma abgebildet.

## ADK III/3-G5
Um den Bedarf der Nationalen Volksarmee an Kranfahrzeugen zu decken, wurde 1959 mit der Entwicklung des Montagekrans ADK III/3-G5 begonnen, bei dem auf Fahrgestelle des geländegängigen IFA G5 der Kranaufbau des Puma mit einem modifizierten Rahmen montiert wurde. Erfahrungen bestanden bereits, da bei Bleichert in Leipzig sechs Jahre zuvor die Entwicklung zur Anpassung des Bleichert-Kranaufbaus auf G5-Fahrgestelle begonnen worden war.

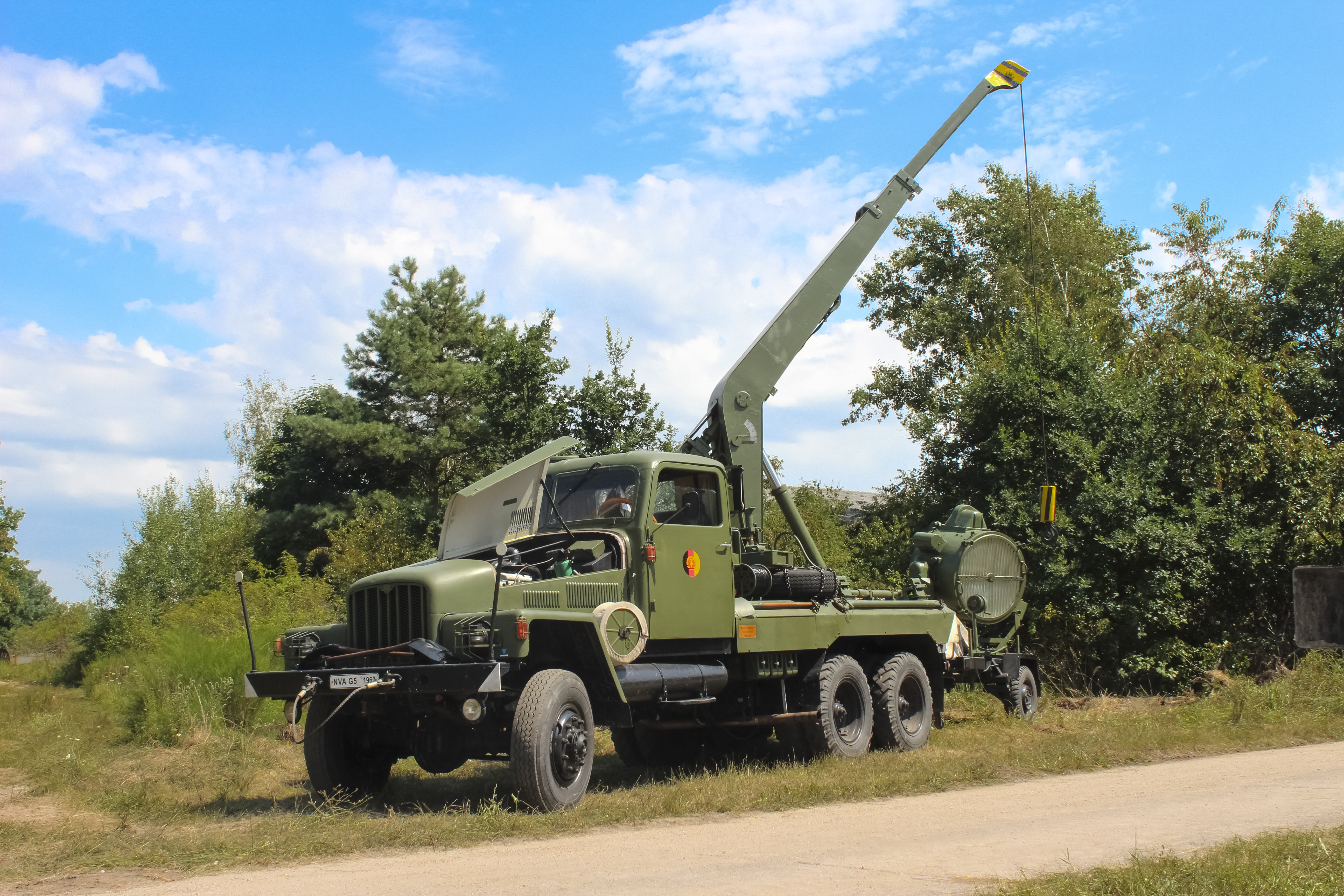
Der Sebnitzer Autodrehkran ADK III/3 auf Basis des IFA G5

Anders als beim Bleichert-Kran erfolgt die Bedienung des ADK III/3-G5 wie beim Puma von der Fahrerkabine aus und das Fahrzeug ist im unabgestützten Kranbetrieb unter Last bedingt fahrbar. Der hydraulisch betriebene Oberwagen hat ein geringeres Lichtraumprofil und das Fahrzeug ist im Transportzustand kürzer und niedriger als mit Bleichert-Oberwagen. Allerdings wird die maximale Traglast von 3 Tonnen nur bis 1,25 m hinter dem Fahrzeug erreicht, während beim Bleichert-Kran 2,5 m möglich sind.
Von 1960 bis 1964 wurden 166 Fahrzeuge dieses Typs sowie weitere 59 Abschleppfahrzeuge ADK III/3-G5 A gebaut.

## Literatur

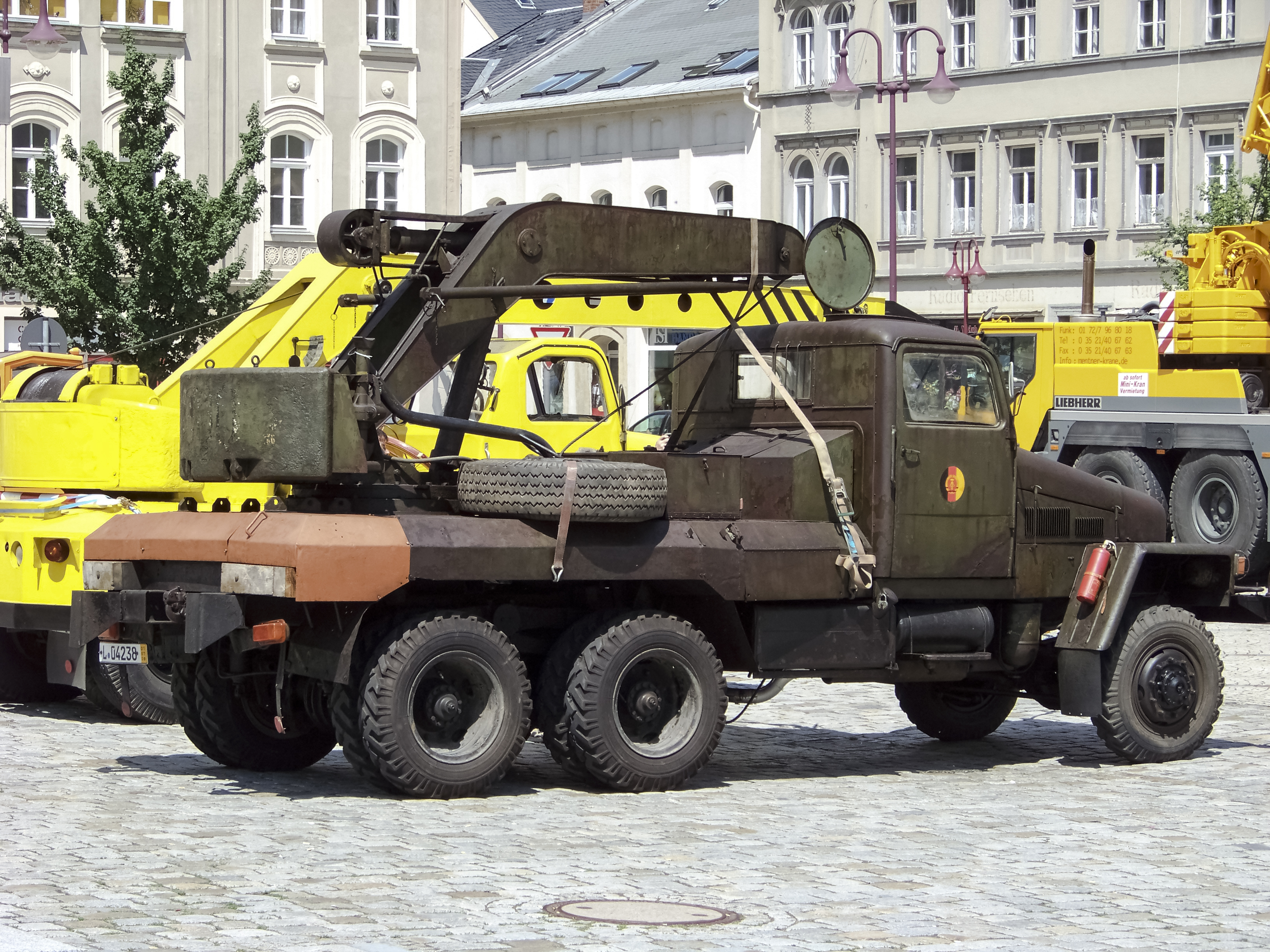
Abschleppkran ADK III/3-G5-A auf Basis des IFA G5